# Lorenz-Günther Köstner
Lorenz-Günther Köstner (Wallenfels, 30 gennaio 1952) è un allenatore di calcio ed ex calciatore tedesco.

## Palmarès

### Giocatore

#### Competizioni nazionali
- Campionato tedesco: 1

Borussia Mönchengladbach: 1974-1975

#### Competizioni internazionali
- Coppa UEFA: 1

Borussia Mönchengladbach: 1974-1975